# Kendji
Kendji — дебютный полноформатный альбом французского певца, автора-исполнителя и победителя местного телепроекта «The Voice : La Plus Belle Voix» Кенджи Жирак, выпущенный 8 сентября 2014 года на лейбле Universal Music France и Mercury Records.

## Об альбоме
Песню Mon univers (рус. Мой мир) сочинил один из авторов этой песни диджей и композитор Skalpovich, который известен по саундтреку к фильму Такси 3 и известен работами его жены Индила.
Песня La Bohème (рус. Богема) является кавер-версией одноимённой песни Шарля Азнавура.
Песня Bella является кавер-версией одноименной песни рэпера Maître Gims, который пел в слепых прослушиваниях третьего сезона программы  «The Voice : La Plus Belle Voix».
Часть песни Je m'abandonne сочинил сам певец. 
Песни Color Gitano и Andalouse в ограниченном издании являются акустическими версиями.
Песня One Last Time или в франкоязычном мире Attends-Moi является дуэтом с американской певицей Ариана Гранде, но было выпущено 16 февраля через шесть дней после релиза оригинальной версии её песни.
Этот альбом занял первое место в хит-параде продаж во Франции после его выпуска, за первую неделю было продано 68 000 экземпляров, Кенджи побил рекорд в этом чарте, до него был предыдущий рекордсмен другой певец Кристоф Виллем. За 2014 год было продано 549 000 экземпляров и стал вторым самым продаваемым альбомом года после альбома Stromae Racine carrée. В середине 2015 года было проадно 900 000 экземпляров.

## Список композиций
| №   | Название                                | Автор(ы)                                            | Длительность |
| --- | --------------------------------------- | --------------------------------------------------- | ------------ |
| 1.  | «Color Gitano (рус. Цыганский цвет)»    | François Welgryn, Mendes The Dude, Renaud Rebillaud | 3:33         |
| 2.  | «Andalouse»                             | Nazim Khaled, Christian Dessart, Rachid Mir         | 2:49         |
| 3.  | «Mon univers (рус. Мой мир)»            | Johan Errami, Karim Deneyer, Kowalski, Skalpovich   | 3:24         |
| 4.  | «Viens chez nous (рус. Пойдём со мной)» | Kerredine Soltani, Tryss                            | 3:31         |
| 5.  | «Cool (рус. Классно)»                   | Nazim Khaled, Christian Dessart, Rachid Mir         | 3:19         |
| 6.  | «Mi amor (рус. Моя любовь)»             | H Magnum, Johan Errami, Karim Deneyer, Skalpovich   | 3:50         |
| 7.  | «Avec toi (рус. С тобой)»               | Fred Lafage, Kerredine Soltani                      | 3:29         |
| 8.  | «Baila amigo»                           | Sandro Abaldonato, Sébastien Abaldonato             | 3:18         |
| 9.  | «Je m'abandonne (рус. Я отрекаюсь)»     | H Magnum, Karim Deneyer, Kendji Girac, Skalpovich   | 3:17         |
| 10. | «Gentleman (feat. Marine Basset)»       | Kerredine Soltani, Loko, Tryss                      | 3:01         |
| 11. | «Au sommet (рус. Наверху)»              | H Magnum, Karim Deneyer, Skalpovich                 | 3:35         |
| 12. | «Elle m'a aimé (рус. Она любила меня)»  | Nassi, R. Koua                                      | 3:28         |
| 13. | «Bella»                                 | Gandhi Djuna, Bastien Vincent, Renaud Rebillaud     | 4:00         |

| №   | Название                             | Автор(ы)                         | Длительность |
| --- | ------------------------------------ | -------------------------------- | ------------ |
| 14. | «La Bohème»                          | Charles Aznavour, Jacques Plante | 3:23         |
| 15. | «Color Gitano (акустическая версия)» |                                  | 2:00         |
| 16. | «Andalouse (акустическая версия)»    |                                  | 1:44         |

| №   | Название                                                            | Автор(ы)                                                                 | Длительность |
| --- | ------------------------------------------------------------------- | ------------------------------------------------------------------------ | ------------ |
| 14. | «Conmigo»                                                           | Nazim Khaled, Christian Dessart, Rachid Mir                              | 3:04         |
| 15. | «Les richesses du cœur (рус. Богатство сердца)»                     | Nazim Khaled, Christian Dessart, Rachid Mir                              | 3:30         |
| 16. | «La Bohème»                                                         |                                                                          | 3:23         |
| 17. | «One Last Time (Attends-Moi) (рус. Жди меня) (feat. Ariana Grande)» | David Guetta, Savan Kotecha, Giorgio Tuinfort, Rami Yacoub, Nazim Khaled | 3:14         |
| 18. | «Elle m'a aimé (радиоверсия)»                                       |                                                                          | 3:28         |

## Чарты и сертификации
| Чарт                            | Максимальная позиция |
| ------------------------------- | -------------------- |
| Бельгия/Валлония (Ultratop)     | 1                    |
| Франция (SNEP)                  | 1                    |
| Швейцария (Schweizer Hitparade) | 30                   |